# Nati il 15 dicembre
| Questa pagina contiene informazioni ricavate automaticamente dalle voci biografiche con l'ausilio del template Bio e di un bot. L'aggiornamento è periodico e automatico e ricostruisce completamente la pagina. Se manca una persona in questa lista, sei pregato di non aggiungerla, ma accertati piuttosto che la sua voce biografica contenga il template Bio e che i dati anagrafici siano correttamente compilati. Se il template Bio manca, inseriscilo tu stesso o, in alternativa, metti l'avviso {{tmp\|Bio}} che ne segnala la mancanza. Se i dati riportati sono sbagliati, correggi direttamente la voce biografica; le modifiche saranno visibili in questa lista entro pochi giorni. Per chiarimenti vedi il progetto biografie. La lista contiene solo le 1.088 persone che sono citate nell'enciclopedia e per le quali è stato implementato correttamente il template Bio. Pagina aggiornata al 13 ago 2025. |

## I secolo(1)
- 37 - Nerone, imperatore romano († 68)

## II secolo(1)
- 130 - Lucio Vero, imperatore romano († 169)

## XIII secolo(2)
- 1242 - Principe Munetaka, militare giapponese († 1274)
- 1291 - Aimone di Savoia, conte († 1343)

## XV secolo(2)
- 1447 - Alberto IV di Baviera, sovrano († 1508)
- 1488 - Ferdinando d'Aragona, principe italiano († 1550)

## XVI secolo(11)
- 1515 - Maria di Sassonia († 1583)
- 1516 - Marcantonio Giustinian, editore, tipografo e ambasciatore italiano († 1571)
- 1517 - Giacomo Gagini, scultore italiano († 1598)
- 1533 - Owen Lewis, vescovo cattolico e diplomatico gallese († 1595)
- 1545 - Giovanni Dolfin, politico e cardinale italiano († 1622)
- 1549 - Filippo Archinto, vescovo cattolico italiano († 1632)
- 1567 - Christoph Demantius, compositore, teorico della musica e poeta tedesco († 1643)
- 1569 - Muzio Oddi, ingegnere e matematico italiano († 1639)
- 1588 - Adolfo Federico I di Meclemburgo-Schwerin, nobile tedesco († 1658)
- 1588 - Charles de Condren, presbitero francese († 1641)
- 1593 - Antonio Bruni, poeta italiano († 1635)

## XVII secolo(14)
- 1610 - David Teniers il Giovane, pittore fiammingo († 1690)
- 1615 - Carlo Cane, pittore italiano († 1688)
- 1627 - Giacomo Cotta, pittore, incisore e presbitero italiano († 1689)
- 1634 - Thomas Kingo, vescovo luterano danese († 1703)
- 1648 - Gregory King, genealogista e statistico britannico († 1712)
- 1653 - Andreas Stübel, teologo, filosofo e pedagogista tedesco († 1725)
- 1657 - Michel-Richard Delalande, compositore e musicista francese († 1726)
- 1657 - Luigi Tommaso di Savoia-Soissons, militare italiano († 1702)
- 1660 - Giovanni Camillo Sagrestani, pittore italiano († 1731)
- 1667 - Floriano Arresti, compositore, clavicembalista e organista italiano († 1717)
- 1667 - Ernesto Luigi d'Assia-Darmstadt, nobile († 1739)
- 1684 - August Friedrich Müller, logico e filosofo tedesco († 1761)
- 1686 - Jean-Joseph Fiocco, compositore fiammingo († 1746)
- 1695 - José Rodríguez de la Oliva, pittore e scultore spagnolo († 1777)

## XVIII secolo(34)
- 1719 - Luigi IX d'Assia-Darmstadt († 1790)
- 1722 - Giuseppe I di Schwarzenberg, nobile e politico boemo († 1782)
- 1723 - Pierre-Antoine Baudouin, pittore e disegnatore francese († 1769)
- 1731 - Francis Maseres, giurista britannico († 1824)
- 1732 - Carl Gotthard Langhans, architetto tedesco († 1808)
- 1738 - Pëtr Michajlovič Golicyn, generale e principe russo († 1775)
- 1740 - Carlo Rovelli, vescovo cattolico italiano († 1819)
- 1742 - Francisco Antonio García Carrasco, militare spagnolo († 1813)
- 1744 - Jean-François-Pierre Peyron, pittore francese († 1814)
- 1744 - Christian Heigelin, banchiere e diplomatico tedesco († 1820)
- 1745 - Johann Gottfried Koehler, astronomo tedesco († 1801)
- 1745 - Thomas Leiper, imprenditore e politico statunitense († 1825)
- 1746 - Dietrich Hermann Hegewisch, storico tedesco († 1812)
- 1749 - Alois Ugarte, politico e nobile boemo († 1817)
- 1754 - Usman dan Fodio, religioso, scrittore e filosofo nigeriano († 1817)
- 1756 - Antoinette Saint-Huberty, soprano francese († 1812)
- 1758 - Felice Giani, pittore e decoratore italiano († 1823)
- 1760 - David Heinrich Hoppe, micologo, botanico e naturalista tedesco († 1846)
- 1766 - Giuseppe Lechi, generale, rivoluzionario e patriota italiano († 1836)
- 1768 - Maria Anna Vittoria di Braganza, principessa portoghese († 1788)
- 1769 - Charles de Haldat du Lys, fisico francese († 1852)
- 1774 - Guy Aubert de Trégomain, ufficiale e politico francese († 1860)
- 1775 - François-Adrien Boieldieu, compositore francese († 1834)
- 1777 - Agostino Aglio, pittore, disegnatore e incisore italiano († 1857)
- 1778 - Christiane Becker, attrice teatrale tedesca († 1797)
- 1784 - Wenceslas Seweryn Rzewuski, orientalista polacco († 1831)
- 1787 - Maria Ludovica d'Austria-Este, nobildonna († 1816)
- 1789 - Carlos Soublette, militare e politico venezuelano († 1870)
- 1790 - Luigi Rossini, incisore italiano († 1857)
- 1792 - Algernon Percy, IV duca di Northumberland, ammiraglio inglese († 1865)
- 1794 - Francesco Leopoldo d'Asburgo-Lorena, nobile italiano († 1800)
- 1795 - Jean-François-Théodore Gechter, scultore francese († 1844)
- 1798 - Edward Burleson, politico e generale statunitense († 1851)
- 1798 - Antonio Guadagnoli, poeta e letterato italiano († 1858)

## XIX secolo(177)
- 1801 - Giovanni Gorgone, medico e scienziato italiano († 1868)
- 1802 - János Bolyai, matematico ungherese († 1860)
- 1802 - Honoré Théodoric d'Albert di Luynes, numismatico, archeologo e filantropo francese († 1867)
- 1804 - Giuseppe Frassinetti, presbitero italiano († 1868)
- 1804 - Ernst Friedrich August Rietschel, scultore tedesco († 1861)
- 1807 - Auguste-Barthélemy Glaize, pittore e litografo francese († 1893)
- 1808 - James E. Broome, politico statunitense († 1883)
- 1810 - Ludwig Dessoir, attore teatrale tedesco († 1874)
- 1810 - Peter Andreas Munch, storico norvegese († 1863)
- 1810 - Bernardino Pes di Villamarina del Campo, generale italiano († 1891)
- 1817 - Raffaello Carboni, scrittore e patriota italiano († 1875)
- 1819 - Tommaso Gallarati Scotti, II principe di Molfetta, giornalista, patriota e principe italiano († 1905)
- 1819 - Vincenzo Mellini Ponce de León, storico e ingegnere italiano († 1897)
- 1826 - Wilhelm von Hanno, architetto, scultore e pittore tedesco († 1882)
- 1826 - Robert Waterman, politico statunitense († 1891)
- 1827 - Paolo Cortese, politico italiano († 1876)
- 1828 - Édouard Delessert, pittore e fotografo francese († 1898)
- 1830 - Niccolò Nobili, avvocato, imprenditore e politico italiano († 1900)
- 1831 - Ludwig Nohl, musicologo tedesco († 1885)
- 1832 - Gustave Eiffel, ingegnere e imprenditore francese († 1923)
- 1832 - Pietro Zamburlini, arcivescovo cattolico italiano († 1909)
- 1834 - Casimiro Radice, pittore italiano († 1908)
- 1834 - Orazio Spanna, giurista, avvocato e alpinista italiano († 1892)
- 1836 - Edmond Picard, scrittore e giurista belga († 1924)
- 1836 - Georg Eduard Rindfleisch, patologo tedesco († 1908)
- 1836 - Eugénie Salanson, pittrice francese († 1912)
- 1837 - Ethelbert William Bullinger, teologo e biblista britannico († 1913)
- 1838 - Hermann Mosler, teologo, docente e politico tedesco († 1891)
- 1838 - Gustav Neumann, scacchista tedesco († 1881)
- 1838 - Paolo Rubboli, ceramista e artigiano italiano († 1890)
- 1841 - Giacomo Malvano, diplomatico e politico italiano († 1922)
- 1842 - William Henry Power, medico britannico († 1916)
- 1843 - Francisco Silvela, politico spagnolo († 1905)
- 1844 - Alfred East, pittore, incisore e scrittore inglese († 1913)
- 1844 - Arturo Soria, urbanista, ingegnere e giornalista spagnolo († 1920)
- 1846 - Eusebi Güell, imprenditore e politico spagnolo († 1918)
- 1846 - Max von Hausen, generale tedesco († 1922)
- 1850 - Johannes Metger, scacchista tedesco († 1926)
- 1851 - Eduard Baron von der Ropp, arcivescovo cattolico tedesco († 1939)
- 1851 - Felix von Hartmann, cardinale e arcivescovo cattolico tedesco († 1919)
- 1852 - Antoine Henri Becquerel, fisico francese († 1908)
- 1852 - William Henry Mackinnon, generale inglese († 1929)
- 1853 - Theodor von Frimmel, musicologo, storico dell'arte e medico austriaco († 1928)
- 1854 - Jens Peter Berthelsen, schermidore danese († 1934)
- 1854 - Fedele De Novellis, diplomatico e politico italiano († 1929)
- 1854 - Paolo Magretti, naturalista, entomologo e esploratore italiano († 1913)
- 1854 - Lazzaro Pisani, pittore maltese († 1932)
- 1855 - Georg Ledderhose, chirurgo tedesco († 1925)
- 1855 - Ville Vallgren, scultore finlandese († 1940)
- 1856 - Barthélémy Maglioli, architetto francese († 1909)
- 1857 - Julius Popper, ingegnere, esploratore e avventuriero rumeno († 1893)
- 1858 - Johannes Lepsius, missionario, orientalista e filantropo tedesco († 1926)
- 1859 - Pierre de Nolhac, filologo, storico dell'arte e poeta francese († 1936)
- 1859 - Guglielmo Ranzi, letterato italiano († 1932)
- 1859 - Ettore Tito, pittore e scultore italiano († 1941)
- 1859 - Ludwik Lejzer Zamenhof, medico e linguista polacco († 1917)
- 1860 - Niels Ryberg Finsen, medico faroese († 1904)
- 1861 - Innocente Chersi, politico italiano († 1943)
- 1861 - Clara Driscoll, designer statunitense († 1944)
- 1861 - Pehr Evind Svinhufvud, giurista e politico finlandese († 1944)
- 1862 - Jack, pugile irlandese († 1895)
- 1862 - Maurice Gaudefroy-Demombynes, orientalista, arabista e islamista francese († 1957)
- 1862 - Semën Nadson, poeta russo († 1887)
- 1863 - Luigi Capitanio, medico e politico italiano († 1922)
- 1864 - Alessandro Stefenelli, presbitero e missionario italiano († 1952)
- 1865 - Dante Racca, sindacalista italiano († 1919)
- 1865 - Victor Rousseau, scultore belga († 1954)
- 1865 - John Woodroffe, orientalista britannico († 1936)
- 1866 - Luigi Molinari, avvocato, anarchico e pubblicista italiano († 1918)
- 1867 - Edith Austin, tennista britannica († 1953)
- 1867 - Giuseppe Lauricella, matematico e fisico italiano († 1913)
- 1868 - Zino Zini, scrittore e filosofo italiano († 1937)
- 1869 - Francesco Abbadessa, scacchista italiano († 1954)
- 1870 - Guglielmo Guglielmini, pittore e decoratore italiano († 1911)
- 1870 - Josef Hoffmann, architetto austriaco († 1956)
- 1870 - Hugo Sällström, velista svedese († 1951)
- 1871 - John Stewart-Murray, VIII duca di Atholl, generale britannico († 1942)
- 1872 - Nikolaj Radin, attore russo († 1935)
- 1873 - Jean Abadie, neurologo e psichiatra francese († 1934)
- 1874 - Khalid bin Barghash di Zanzibar, sultano tanzaniano († 1927)
- 1874 - Guido Scelsi, ammiraglio e aviatore italiano († 1954)
- 1875 - Arturo Giuliano, militare e politico italiano († 1949)
- 1875 - Oscar Olsen, tiratore di fune e sollevatore statunitense († 1962)
- 1875 - Luigi Pigarelli, compositore e magistrato italiano († 1964)
- 1877 - Mario Casaleggio, attore italiano († 1953)
- 1877 - John Timothy McNicholas, arcivescovo cattolico irlandese († 1950)
- 1877 - Shefqet Vërlaci, imprenditore e politico albanese († 1946)
- 1877 - Georg af Klercker, regista, sceneggiatore e attore svedese († 1951)
- 1878 - Henry W. Barry, compositore di scacchi statunitense († 1933)
- 1878 - Hans Carossa, scrittore e poeta tedesco († 1956)
- 1879 - Biagio Borriello, armatore e politico italiano († 1951)
- 1879 - Guido Bortolotto, avvocato italiano († 1942)
- 1879 - Rudolf Laban, danzatore e coreografo ungherese († 1958)
- 1879 - Emil Voigt, ginnasta e multiplista statunitense († 1946)
- 1880 - William Andelfinger, ginnasta e multiplista statunitense († 1968)
- 1880 - Jim Driscoll, pugile gallese († 1925)
- 1881 - Eugen Bolz, politico tedesco († 1945)
- 1881 - Charles De Fernex, calciatore italiano († 1919)
- 1881 - Curt Haase, generale tedesco († 1943)
- 1882 - Jean Durand, regista e sceneggiatore francese († 1946)
- 1882 - Henri Maspero, sinologo francese († 1945)
- 1882 - Ferdinando Targetti, politico italiano († 1968)
- 1883 - David Abel, direttore della fotografia olandese († 1973)
- 1883 - Gioacchino Armano, dirigente sportivo e calciatore italiano († 1965)
- 1883 - Víctor Andrés Belaúnde, politico peruviano († 1966)
- 1883 - Enrico Redenti, giurista italiano († 1963)
- 1883 - Hanna Sobačko-Šostak, pittrice ucraina († 1965)
- 1884 - Louis Mesnier, calciatore francese († 1921)
- 1884 - Karl Wilhelm Rosenmund, chimico tedesco († 1965)
- 1884 - Ludwig Fréderic Teichfuss, progettista italiano († 1966)
- 1884 - Eugeniusz Zak, pittore polacco († 1926)
- 1885 - Paul Collomp, egittologo e papirologo francese († 1943)
- 1885 - Walther Davisson, violinista e direttore d'orchestra tedesco († 1973)
- 1885 - Cay Lembcke, politico danese († 1965)
- 1886 - Wanda Krahelska-Filipowicz, attivista polacca († 1968)
- 1886 - James Hugh Ryan, arcivescovo cattolico statunitense († 1947)
- 1887 - Pietro Barocelli, archeologo italiano († 1981)
- 1887 - August Claas, imprenditore tedesco († 1982)
- 1887 - Cella Delavrancea, pianista, scrittrice e musicologa rumena († 1991)
- 1887 - Sigurd Jørgensen, ginnasta norvegese († 1929)
- 1887 - Robert Somers-Smith, canottiere britannico († 1916)
- 1887 - Virgilio Vasconi, allenatore di calcio italiano († 1963)
- 1888 - Maxwell Anderson, scrittore statunitense († 1959)
- 1888 - Muchametša Abrachmanovič Burangulov, poeta e drammaturgo sovietico († 1966)
- 1888 - Carlton S. King, attore e regista statunitense († 1932)
- 1888 - Kaare Klint, designer danese († 1954)
- 1889 - Alberto Marenco di Moriondo, ammiraglio e partigiano italiano († 1958)
- 1889 - Joan Riudavets Moll, supercentenario spagnolo († 2004)
- 1889 - Étienne Romano, imprenditore francese († 1966)
- 1890 - Harry Babcock, astista statunitense († 1965)
- 1890 - Federico Callori di Vignale, cardinale italiano († 1971)
- 1890 - Félix María Pareja, islamista, arabista e bibliotecario spagnolo († 1983)
- 1890 - Emilio Rolla, militare italiano († 1918)
- 1891 - A.P. Carter, musicista statunitense († 1960)
- 1891 - William Duthie Morgan, generale britannico († 1977)
- 1891 - Martial Gueroult, filosofo e storico della filosofia francese († 1976)
- 1891 - W. Averell Harriman, imprenditore, diplomatico e politico statunitense († 1986)
- 1891 - Hans Jakob, esperantista tedesco († 1967)
- 1891 - Karl Meissner, fisico tedesco († 1959)
- 1891 - David Wijnveldt, calciatore olandese († 1962)
- 1892 - Parsifal Bassi, attore e regista italiano († 1960)
- 1892 - Byeon Yeong-tae, politico sudcoreano († 1969)
- 1892 - Jean Paul Getty, imprenditore, collezionista d'arte e filantropo statunitense († 1976)
- 1892 - Mestre Irineu, religioso brasiliano († 1971)
- 1893 - Victor Milner, direttore della fotografia statunitense († 1972)
- 1893 - Amleto Poveromo, militare italiano († 1953)
- 1893 - Josef Sedláček, calciatore cecoslovacco († 1985)
- 1893 - Thorleif Tharaldsen, calciatore norvegese († 1979)
- 1894 - Victor Brecheret, scultore italiano († 1955)
- 1894 - Josef Imbach, velocista svizzero († 1964)
- 1894 - Alice Vibert Douglas, astronoma canadese († 1988)
- 1894 - Leonardo Vitetti, diplomatico italiano († 1973)
- 1895 - Beatrice Vitoldi, attrice e diplomatica italiana († 1939)
- 1896 - Paul Citroen, pittore, fotografo e regista olandese († 1983)
- 1896 - Miles Dempsey, generale britannico († 1969)
- 1896 - Betty Smith, scrittrice statunitense († 1972)
- 1896 - José Vidal, calciatore uruguaiano († 1974)
- 1897 - Mario Ascione, agronomo, dirigente d'azienda e politico italiano († 1978)
- 1897 - Georg Brunner, hockeista su prato tedesco († 1959)
- 1897 - Theodor Busse, generale tedesco († 1986)
- 1897 - Zenta Mauriņa, scrittrice lettone († 1978)
- 1897 - Achille Pizziolo, arbitro di calcio italiano († 1977)
- 1897 - Ferdinando Maria Poggioli, regista e sceneggiatore italiano († 1945)
- 1897 - Norman Smith, calciatore e allenatore di calcio inglese († 1978)
- 1898 - Giovanni Borromeo, medico italiano († 1961)
- 1898 - Luigi Faure, combinatista nordico, saltatore con gli sci e fondista italiano († 1946)
- 1898 - Enrico Santoro, militare italiano († 1935)
- 1898 - Joe Spence, calciatore inglese († 1966)
- 1899 - Harold Abrahams, velocista, lunghista e giornalista britannico († 1978)
- 1899 - Lorne Carr-Harris, hockeista su ghiaccio britannico († 1981)
- 1899 - Egidio Chiecchi, allenatore di calcio e calciatore italiano († 1986)
- 1899 - Gabriel El-Registan, poeta sovietico († 1945)
- 1899 - Eusebia Palomino Yenes, religiosa spagnola († 1935)
- 1900 - Vasilij Ivanovič Abaev, linguista sovietico († 2001)
- 1900 - Pierre Marot, medievista francese († 1992)
- 1900 - Francesco Messina, scultore italiano († 1995)
- 1900 - Hellé Nice, pilota automobilistica e modella francese († 1984)

## XX secolo(824)
- 1901 - Gail Bonney, attrice statunitense († 1984)
- 1901 - Franco Lipizer, calciatore e pittore italiano († 1973)
- 1901 - Archimede Melchior, calciatore italiano († 1961)
- 1901 - Valerio Tonini, ingegnere e scrittore italiano († 1992)
- 1902 - Fritz Machlup, economista austriaco († 1983)
- 1902 - Mary Skeaping, direttrice artistica, coreografa e ballerina britannica († 1984)
- 1903 - Julij Jakovlevič Rajzman, regista sovietico († 1994)
- 1903 - Elisabetta Elena di Thurn und Taxis, nobile tedesca († 1976)
- 1904 - Benny Bass, pugile statunitense († 1975)
- 1904 - Michelangelo Bedini, pittore italiano († 1973)
- 1904 - Helen Meany, tuffatrice statunitense († 1991)
- 1904 - Henry Russell, velocista statunitense († 1986)
- 1904 - Rupen Semerciyan, cestista e allenatore di pallacanestro turco
- 1905 - Ferenc Farkas, compositore ungherese († 2000)
- 1905 - Marcello Fraulini, scrittore italiano († 1985)
- 1906 - George Whelan Anderson Jr., militare e diplomatico statunitense († 1992)
- 1906 - Romildo Etcheverry, calciatore paraguaiano († 1967)
- 1906 - Joseph MacDonald, direttore della fotografia statunitense († 1968)
- 1907 - Máximo Arnáiz, cestista spagnolo († 1979)
- 1907 - Gordon Douglas, regista statunitense († 1993)
- 1907 - Phyllis Harding, nuotatrice britannica († 1992)
- 1907 - Oscar Niemeyer, architetto brasiliano († 2012)
- 1907 - Nikolaj Vasil'evič Nikitin, architetto e ingegnere sovietico († 1973)
- 1907 - Iosif Solomonovič Šapiro, regista sovietico († 1989)
- 1908 - Hans Eckstein, pallanuotista tedesco († 1985)
- 1908 - Demetrio Neyra, calciatore peruviano († 1957)
- 1908 - Attila Sallustro, calciatore e allenatore di calcio paraguaiano († 1983)
- 1908 - Oreste Tarditi, pittore italiano († 1991)
- 1908 - Gualberto Villarroel, militare e politico boliviano († 1946)
- 1908 - Evgenij Viktorovič Vučetič, scultore sovietico († 1974)
- 1909 - Səttar Bəhlulzadə, pittore azero († 1974)
- 1909 - Jack Gwillim, attore britannico († 2001)
- 1909 - Frank Henry, cavaliere statunitense († 1989)
- 1910 - Elinor Goldschmied, educatrice e pedagogista britannica († 2009)
- 1910 - John Hammond, produttore discografico, musicista e critico musicale statunitense († 1987)
- 1910 - Louis Hardiquest, ciclista su strada e ciclocrossista belga († 1991)
- 1910 - Arcadio López, calciatore argentino († 1972)
- 1910 - Oskars Peilis, calciatore lettone († 1991)
- 1911 - Rafael Durán, attore spagnolo († 1994)
- 1911 - Antonino Faà di Bruno, generale, attore e nobile italiano († 1981)
- 1911 - Filippo Micheli, politico italiano († 1995)
- 1911 - Sven-Pelle Pettersson, nuotatore e pallanuotista svedese († 2000)
- 1911 - Eleanor Bone, sacerdotessa britannica († 2001)
- 1911 - René Ríos Boettiger, disegnatore e fumettista cileno († 2000)
- 1912 - Walt Ader, pilota automobilistico statunitense († 1982)
- 1912 - Ray Eames, artista, designer e regista statunitense († 1988)
- 1912 - Pasquale Franco, politico italiano († 1996)
- 1912 - Ettore Giannini, regista, sceneggiatore e direttore del doppiaggio italiano († 1990)
- 1912 - Reuben Goodstein, matematico britannico († 1985)
- 1912 - Rašid Nežmetdinov, scacchista e damista sovietico († 1974)
- 1912 - Salvatore Pigem Serra, religioso spagnolo († 1936)
- 1912 - Johannes Stensletten, calciatore norvegese († 1981)
- 1912 - Otto Tibulski, calciatore tedesco († 1991)
- 1913 - Mariolino Congiu, allenatore di calcio e calciatore italiano († 1978)
- 1913 - Helmut Höhno, militare tedesco († 1966)
- 1913 - Masayoshi Itō, politico giapponese († 1994)
- 1913 - Prudent Joye, ostacolista francese († 1980)
- 1913 - Uberto Limentani, critico letterario, antifascista e italianista italiano († 1989)
- 1913 - Muriel Rukeyser, poetessa, scrittrice e biografa statunitense († 1980)
- 1914 - Carlos Hugo Christensen, regista argentino († 1999)
- 1914 - Jihei Furusho, pallanuotista giapponese
- 1914 - Julio Uriarte, calciatore spagnolo († 1992)
- 1915 - Kenshiro Abbe, artista marziale giapponese († 1985)
- 1915 - Saʿd ʿAbd al-ʿAzīz Āl Saʿūd, politico saudita († 1993)
- 1915 - Jagaddipendra Narayan, indiano († 1970)
- 1915 - Giovanni Monaco, partigiano italiano († 2007)
- 1915 - Charles F. Wheeler, direttore della fotografia statunitense († 2004)
- 1916 - Carlo Francesco di Prussia, principe tedesco († 1975)
- 1916 - Carlo Casalegno, giornalista, scrittore e partigiano italiano († 1977)
- 1916 - Jim Currie, cestista statunitense († 1987)
- 1916 - Khadr El-Touni, sollevatore egiziano († 1956)
- 1916 - Joe Ferreira, calciatore statunitense († 2007)
- 1916 - Maurice Wilkins, fisico e biologo neozelandese († 2004)
- 1917 - Hilde Zadek, soprano tedesco († 2019)
- 1918 - Jeff Chandler, attore e cantante statunitense († 1961)
- 1919 - Johfra Bosschart, artista olandese († 1998)
- 1919 - Mahmoud Hassan, lottatore egiziano († 1998)
- 1919 - S Waldy, attore, regista e sceneggiatore indonesiano († 1968)
- 1919 - Ugolino da Belluno, religioso, pittore e scultore italiano († 2002)
- 1920 - Vlastimil Brodský, attore ceco († 2002)
- 1920 - Giorgio Gherlenda, militare e partigiano italiano († 1944)
- 1920 - Albert Memmi, scrittore, saggista e sociologo tunisino († 2020)
- 1920 - Gamal al-Banna, politico e religioso egiziano († 2013)
- 1921 - Louis Armitage, calciatore inglese († 2000)
- 1921 - Dionigi Coppo, politico e sindacalista italiano († 2003)
- 1921 - Alan Freed, disc jockey e conduttore radiofonico statunitense († 1965)
- 1921 - Jacques Lecoq, attore teatrale, mimo e pedagogo francese († 1999)
- 1921 - Al Plastino, fumettista e illustratore statunitense († 2013)
- 1921 - Nino Ricciardi, militare e partigiano italiano († 1945)
- 1922 - Juan Carlos Colman, calciatore argentino († 1999)
- 1922 - Angelika Hauff, attrice austriaca († 1983)
- 1922 - Peter Kolosimo, scrittore e giornalista italiano († 1984)
- 1922 - Belkacem Krim, militare e politico algerino († 1970)
- 1922 - Pietro Lezzi, politico italiano († 2013)
- 1922 - Luciano Fabio Stirati, politico italiano († 2020)
- 1922 - Bob Todd, attore, comico e personaggio televisivo britannico († 1992)
- 1923 - Jimmy Carter, pugile statunitense († 1994)
- 1923 - Giuseppe Colnago, pilota motociclistico italiano († 2000)
- 1923 - Pierre Cossette, produttore televisivo e produttore teatrale canadese († 2009)
- 1923 - Freeman Dyson, fisico e matematico britannico († 2020)
- 1923 - Uziel Gal, progettista israeliano († 2002)
- 1923 - Gunnar Hansen, calciatore norvegese († 2005)
- 1923 - Inge Keller, attrice tedesca († 2017)
- 1923 - Giambattista Lazagna, partigiano, avvocato e politico italiano († 2003)
- 1923 - Valentin Ivanovič Varennikov, generale sovietico († 2009)
- 1923 - Alki Zei, scrittrice greca († 2020)
- 1923 - Viktor Šuvalov, hockeista su ghiaccio sovietico († 2021)
- 1924 - Esther Béjarano, musicista e insegnante tedesca († 2021)
- 1924 - Romana Calligaris, nuotatrice italiana († 2002)
- 1924 - Nek Chand, scultore indiano († 2015)
- 1924 - Fred Enke, giocatore di football americano statunitense († 2014)
- 1924 - Uriah Jones, schermidore statunitense († 2000)
- 1924 - Eugenio Patti, calciatore italiano
- 1924 - Ruhi Sarıalp, triplista turco († 2001)
- 1924 - Robert Stoller, psichiatra e psicoanalista statunitense († 1991)
- 1925 - Jacques Marinelli, ciclista su strada francese († 2025)
- 1925 - Carlo Mazzantini, scrittore italiano († 2006)
- 1925 - David Miller, hockeista su ghiaccio canadese († 1996)
- 1925 - Francesco Savio, critico cinematografico, regista e sceneggiatore italiano († 1976)
- 1925 - Trần Thiện Khiêm, generale e politico vietnamita († 2021)
- 1925 - Jean Tschabold, ginnasta svizzero († 2012)
- 1925 - Günther Ungeheuer, attore e doppiatore tedesco († 1989)
- 1926 - Leonor Basseres, scrittrice, sceneggiatrice e insegnante brasiliana († 2004)
- 1926 - Maria Costa, poetessa italiana († 2016)
- 1926 - Nikos Koundouros, regista e sceneggiatore greco († 2017)
- 1926 - Hans Tyderle, pittore e incisore tedesco
- 1926 - Emmanuel Wamala, cardinale e arcivescovo cattolico ugandese
- 1927 - Rosario Borelli, attore, cantante e regista italiano († 2001)
- 1927 - Moises Jinich, calciatore messicano († 2015)
- 1927 - Franco Nebbia, musicista, conduttore radiofonico e attore italiano († 1984)
- 1927 - Michel Renault, ballerino francese († 1993)
- 1927 - Earl Strom, arbitro di pallacanestro statunitense († 1994)
- 1927 - Romano Viviani, architetto italiano († 2006)
- 1928 - Ravil' Chabutdinov, sollevatore sovietico († 1997)
- 1928 - Lurlyne Greer, cestista statunitense († 2001)
- 1928 - Ida Haendel, violinista britannica († 2020)
- 1928 - Friedensreich Hundertwasser, pittore, scultore e architetto austriaco († 2000)
- 1928 - Luis Miramontes, ex calciatore uruguaiano
- 1928 - Guido Sala, pilota motociclistico italiano († 1987)
- 1929 - Dina bint 'Abd al-Hamid, regina egiziana († 2019)
- 1929 - Marco Carnà, pittore, scultore e disegnatore italiano († 2021)
- 1929 - Armando Macci, calciatore italiano († 2009)
- 1930 - Peter Hopkirk, giornalista e storico inglese († 2014)
- 1930 - Bob Hughes, nuotatore e pallanuotista statunitense († 2012)
- 1930 - Henri B. Kagan, chimico francese
- 1930 - Antonietta Meo, italiana († 1937)
- 1930 - Edna O'Brien, scrittrice irlandese († 2024)
- 1930 - Aldo Pastore, politico italiano († 2022)
- 1930 - Lilian Terry, cantante, compositrice e conduttrice televisiva italiana († 2023)
- 1931 - Piergiorgio Bellocchio, critico letterario e scrittore italiano († 2022)
- 1931 - Antoine Ciosi, cantante francese
- 1931 - Ernest Pintoff, regista e sceneggiatore statunitense († 2002)
- 1931 - Giovanni Battista Rabino, politico e sindacalista italiano († 2020)
- 1931 - Dannie Richmond, batterista statunitense († 1988)
- 1931 - Klaus Rifbjerg, scrittore e sceneggiatore danese († 2015)
- 1931 - Peter Schmidhuber, politico tedesco († 2020)
- 1931 - Evald Schorm, regista, sceneggiatore e attore cecoslovacco († 1988)
- 1931 - Shuntarō Tanikawa, poeta, scrittore e traduttore giapponese († 2024)
- 1931 - Omar Zubillaga, cestista uruguaiano († 2019)
- 1932 - Charles Bozon, sciatore alpino e alpinista francese († 1964)
- 1932 - John L. Burton, politico statunitense
- 1932 - Ernest Cabo, vescovo cattolico francese († 2019)
- 1932 - Allah Ditta, astista pakistano († 2020)
- 1932 - Germain M'ba, diplomatico e politico gabonese († 1971)
- 1932 - John Meurig Thomas, chimico e storico della scienza britannico († 2020)
- 1932 - Roberto Zárate, calciatore argentino († 2013)
- 1933 - Tim Conway, attore e comico statunitense († 2019)
- 1933 - Gregorio III Laham, patriarca cattolico siriano
- 1933 - William Link, scrittore e produttore televisivo statunitense († 2020)
- 1933 - Bolesław Tejkowski, sociologo, politico e attivista polacco († 2022)
- 1934 - Mohammed Farah Aidid, politico e generale somalo († 1996)
- 1934 - Curtis Fuller, trombonista statunitense († 2021)
- 1934 - Rajna Kabaivanska, soprano bulgaro
- 1934 - Elisa Montés, attrice spagnola († 2024)
- 1934 - Anna Ortobelli, cestista italiana († 2008)
- 1934 - Conrad Rooks, regista, sceneggiatore e attore statunitense († 2011)
- 1934 - Stanislaŭ Šuškevič, politico, fisico e matematico bielorusso († 2022)
- 1934 - Abdullahi Yusuf Ahmed, politico e militare somalo († 2012)
- 1934 - William Álvarez, tennista e allenatore di tennis colombiano († 2022)
- 1935 - Franco Bruna, fumettista e illustratore italiano († 2014)
- 1935 - Claudio Cintoli, artista, pittore e scenografo italiano († 1978)
- 1935 - Jim Iley, allenatore di calcio e calciatore inglese († 2018)
- 1935 - Usha Mangeshkar, cantante indiana
- 1935 - Jo Ann Marlowe, attrice statunitense († 1991)
- 1935 - Yvonne Monlaur, attrice francese († 2017)
- 1935 - Giuseppe Pastore, pittore, scenografo e regista italiano († 1999)
- 1936 - Joe D'Amato, regista, direttore della fotografia e sceneggiatore italiano († 1999)
- 1936 - Natalino De Rossi, ex calciatore italiano
- 1936 - Donald Goines, scrittore statunitense († 1974)
- 1936 - Lucio Lami, giornalista, scrittore e paroliere italiano († 2013)
- 1936 - Karen Morrow, attrice e cantante statunitense
- 1936 - Pierre Nguyễn Soạn, vescovo cattolico vietnamita († 2024)
- 1936 - Christine Ostermayer, attrice austriaca
- 1936 - Eddie Palmieri, pianista e compositore statunitense († 2025)
- 1937 - Bob Foster, pugile statunitense († 2015)
- 1937 - Arnold Johannessen, calciatore norvegese († 2007)
- 1937 - John Sladek, scrittore statunitense († 2000)
- 1937 - Rosetta Stame, funzionaria italiana († 2019)
- 1937 - Claude Érignac, prefetto francese († 1998)
- 1938 - Mariano Artigas, filosofo e presbitero spagnolo († 2006)
- 1938 - Michael Bogdanov, regista teatrale gallese († 2017)
- 1938 - Eliot Coleman, scrittore statunitense
- 1938 - Klaus Hänsch, politico tedesco
- 1938 - Fred Anton Maier, pattinatore di velocità su ghiaccio norvegese († 2015)
- 1938 - Pino Mauro, cantautore e attore italiano
- 1938 - Marcello Minale, designer italiano († 2000)
- 1938 - Sante Notarnicola, rivoluzionario, criminale e poeta italiano († 2021)
- 1938 - Rina Schenfeld, ballerina e coreografa israeliana
- 1938 - Corrado Sforza Fogliani, banchiere italiano († 2022)
- 1938 - Billy Shaw, giocatore di football americano statunitense († 2024)
- 1938 - Juan Carlos Wasmosy, politico paraguaiano
- 1939 - Bruno Baveni, dirigente sportivo, allenatore di calcio e ex calciatore italiano
- 1939 - Cindy Birdsong, cantante statunitense
- 1939 - Dave Clark, musicista, compositore e produttore discografico britannico
- 1939 - Renzo Muratore, politico italiano
- 1939 - Lorena Velázquez, attrice messicana († 2024)
- 1939 - Rokuzaemon Yoshida, politico giapponese
- 1940 - Nick Buoniconti, giocatore di football americano statunitense († 2019)
- 1940 - José María Lozano, ex cestista messicano
- 1940 - Kenzo Tsujimoto, imprenditore giapponese
- 1940 - Barbara Valentin, attrice austriaca († 2002)
- 1940 - Geoffrey West, fisico britannico
- 1941 - Jorma Kinnunen, giavellottista finlandese († 2019)
- 1941 - Maria Lenti, poetessa e politica italiana
- 1941 - José Antonio Zaldúa, calciatore spagnolo († 2018)
- 1941 - Bijan Zarmandili, scrittore e giornalista italiano († 2018)
- 1942 - Kathleen Blanco, politica statunitense († 2019)
- 1942 - Ken Bowman, giocatore di football americano e allenatore di football americano statunitense († 2023)
- 1942 - Driss Bamous, calciatore, dirigente sportivo e militare marocchino († 2015)
- 1942 - Rolando García, ex calciatore cileno
- 1942 - Bruno Gioia, ex calciatore italiano
- 1942 - Brian Hill, ex calciatore inglese
- 1942 - John Phillips, politico, diplomatico e avvocato statunitense
- 1942 - Lorenzo Piretto, arcivescovo cattolico e giornalista italiano
- 1942 - Anton Stres, arcivescovo cattolico sloveno
- 1942 - Mike Summerbee, ex calciatore inglese
- 1942 - Judi West, attrice statunitense
- 1943 - Peter Guralnick, critico musicale statunitense
- 1943 - Mihály Hesz, ex canoista ungherese
- 1943 - Domingo Perurena, ciclista su strada spagnolo († 2023)
- 1943 - Alberto Zorzoli, politico italiano
- 1943 - Fadia d'Egitto, principessa egiziana († 2002)
- 1944 - Lanfranco Bombelli, scacchista italiano († 2005)
- 1944 - Anna Teresa Eugeni, attrice e doppiatrice italiana
- 1944 - Michel Fuzellier, regista, illustratore e sceneggiatore francese
- 1944 - Chico Mendes, sindacalista, politico e ambientalista brasiliano († 1988)
- 1944 - Morgan Paull, attore statunitense († 2012)
- 1944 - Milan Živadinović, calciatore e allenatore di calcio serbo († 2021)
- 1944 - Abdessalam Giallud, politico e militare libico
- 1945 - Salma Baccar, regista tunisina
- 1945 - Alfredo Bandelli, cantautore italiano († 1994)
- 1945 - Silvano Boroli, imprenditore e politico italiano
- 1945 - Massimo Di Domenico, ex tennista e allenatore di tennis italiano
- 1945 - Park Han, ex cestista sudcoreano
- 1945 - Thaao Penghlis, attore australiano
- 1946 - Vincenza Aloisio, politica italiana
- 1946 - Carmine Appice, batterista statunitense
- 1946 - Zbigniew Gawior, slittinista polacco († 2003)
- 1946 - Comunardo Niccolai, calciatore e allenatore di calcio italiano († 2024)
- 1946 - Jean-Michel Ribes, attore, regista e drammaturgo francese
- 1946 - Piet Schrijvers, calciatore e allenatore di calcio olandese († 2022)
- 1947 - Jane Evelyn Atwood, fotografa statunitense
- 1947 - María Betancourt, ex discobola cubana
- 1947 - Carla Cassola, attrice e doppiatrice italiana († 2022)
- 1947 - Patricio Contreras, attore cileno
- 1947 - Flavio Ermini, poeta e saggista italiano
- 1947 - Antonio Marotta, politico italiano
- 1947 - Natale Spinello, ex canottiere italiano
- 1948 - Carlos Zíngaro, violinista portoghese
- 1948 - Pascal Bruckner, scrittore e saggista francese
- 1948 - Vicente Calderón Ramirez, ex schermidore messicano
- 1948 - Melanie Chartoff, attrice e doppiatrice statunitense
- 1948 - Francesco Ellero d'Artegna, cantante italiano
- 1948 - David Gwillim, attore britannico
- 1948 - Cassandra Harris, attrice australiana († 1991)
- 1948 - Toshinori Kondō, trombettista giapponese († 2020)
- 1948 - Marco Messeri, attore, comico e cabarettista italiano
- 1948 - Charlie Scott, ex cestista statunitense
- 1949 - Marie Brenner, scrittrice e giornalista statunitense
- 1949 - Erik Fichtelius, giornalista, autore televisivo e scrittore svedese
- 1949 - Don Johnson, attore, cantante e produttore televisivo statunitense
- 1949 - Győző Martos, ex calciatore ungherese
- 1949 - Mafuila Mavuba, calciatore congolese (Repubblica Democratica del Congo) († 1996)
- 1949 - Luciano Pietronero, fisico italiano
- 1949 - Andrés Stanovnik, arcivescovo cattolico argentino
- 1950 - Ana Maria Bahiana, giornalista, critica musicale e critica cinematografica brasiliana
- 1950 - Stefan Czapsky, direttore della fotografia statunitense
- 1950 - Sylvester James Gates Jr., fisico statunitense
- 1950 - Marco Mattolini, regista teatrale, sceneggiatore e autore televisivo italiano
- 1950 - Wolf-Rüdiger Netz, ex calciatore tedesco orientale
- 1950 - Ali Zeidan, politico libico
- 1951 - Pablo Blanco, ex calciatore e dirigente sportivo spagnolo
- 1951 - Fausto Inselvini, dirigente sportivo, allenatore di calcio e ex calciatore italiano
- 1951 - Joe Jordan, allenatore di calcio e ex calciatore scozzese
- 1951 - Mori, ex calciatore spagnolo
- 1951 - Guillermo Moreno, ex cestista e allenatore di pallacanestro colombiano
- 1951 - Jenő Pap, ex schermidore ungherese
- 1951 - Red Ronnie, giornalista, critico musicale e disc jockey italiano
- 1951 - Arkadij Rotenberg, imprenditore russo
- 1951 - Giacomo Vismara, pilota di rally italiano
- 1952 - Luis Alberto Acosta, ex calciatore uruguaiano
- 1952 - Marta DuBois, attrice panamense († 2018)
- 1952 - Gabriele Geretto, allenatore di calcio italiano
- 1952 - Rosario Giuè, presbitero, scrittore e teologo italiano
- 1952 - Guido Guglielminetti, bassista e compositore italiano
- 1952 - Bill Higgins, ex cestista statunitense
- 1952 - Guy Laporte, rugbista a 15, allenatore di rugby a 15 e dirigente sportivo francese († 2022)
- 1952 - Yukitaka Omi, ex calciatore giapponese
- 1952 - Lorenzo Signorini, organista e compositore italiano
- 1952 - Allan Simonsen, ex calciatore e allenatore di calcio danese
- 1952 - Michael Staniforth, attore e cantante inglese († 1987)
- 1952 - Julie Taymor, regista statunitense
- 1953 - Nawaf Salam, diplomatico e giurista libanese
- 1953 - Constantin Alexandru, lottatore rumeno († 2014)
- 1953 - J.M. DeMatteis, fumettista, scrittore e sceneggiatore statunitense
- 1953 - Francisco Fadul, politico guineense
- 1953 - John Hsane Hgyi, vescovo cattolico birmano († 2021)
- 1953 - Gary MacDonald, ex nuotatore canadese
- 1953 - Giovanni Nuvoli, attivista italiano († 2007)
- 1953 - Ghigo Renzulli, musicista italiano
- 1953 - András Sallay, ex danzatore su ghiaccio ungherese
- 1953 - Robert Charles Wilson, autore di fantascienza canadese
- 1954 - Alex Cox, regista, sceneggiatore e attore britannico
- 1954 - Mark Warner, politico statunitense
- 1955 - Martin Havik, ex ciclista su strada e pistard olandese
- 1955 - Pentti Kokkonen, ex saltatore con gli sci finlandese
- 1955 - Renate Künast, politica tedesca
- 1955 - Warren Maxwell, ex danzatore su ghiaccio britannico
- 1955 - Patrick Moya, artista francese
- 1955 - Paul Simonon, bassista britannico
- 1956 - Antonio Angrisano, attore e doppiatore italiano
- 1956 - John Lee Hancock, regista e sceneggiatore statunitense
- 1956 - Tomasz Herkt, ex cestista e allenatore di pallacanestro polacco
- 1956 - Tony Leon, politico sudafricano
- 1956 - William Orbit, musicista e produttore discografico britannico
- 1957 - Fabrizio Ardito, giornalista, fotografo e scrittore italiano
- 1957 - Chō, attore e doppiatore giapponese
- 1957 - Antonino Fava, carabiniere italiano († 1994)
- 1957 - Gary Stempel, allenatore di calcio inglese
- 1958 - Pilar Brescia, attrice peruviana
- 1958 - Anna Clementi, cantante italiana
- 1958 - Bettina Giovannini, attrice e modella italiana
- 1958 - Britta Jänicke, ex atleta paralimpica tedesca
- 1958 - Rabah Madjer, allenatore di calcio e ex calciatore algerino
- 1958 - Alfredo Ormando, poeta e scrittore italiano († 1998)
- 1958 - Nikola Spasov, allenatore di calcio e calciatore bulgaro († 2020)
- 1958 - Levan Uchaneishvili, attore georgiano
- 1958 - Stephan Weil, politico e avvocato tedesco
- 1959 - Riccardo Affinati, autore di giochi e saggista italiano
- 1959 - Donna Brazile, politica statunitense
- 1959 - Anatol' Bujal'ski, allenatore di pallacanestro bielorusso
- 1959 - José Roberto Figueroa, calciatore honduregno († 2020)
- 1959 - Gocha Jokhadze, ex calciatore georgiano
- 1959 - Vladimir Ivanovič Tišura, vigile del fuoco e militare sovietico († 1986)
- 1959 - Alan Whetton, ex rugbista a 15, allenatore di rugby a 15 e conduttore televisivo neozelandese
- 1959 - Gary Whetton, ex rugbista a 15, imprenditore e dirigente sportivo neozelandese
- 1959 - Nick Youngs, ex rugbista a 15 britannico
- 1960 - Fabio Bruno, scacchista italiano
- 1960 - Riccardo Cassini, scrittore e autore televisivo italiano
- 1960 - Thomas Prosser, ex saltatore con gli sci tedesco occidentale
- 1960 - Charlie Rapino, musicista e produttore discografico italiano
- 1960 - Nicola Scano, giornalista e politico italiano
- 1960 - Tom Sundby, ex calciatore norvegese
- 1961 - Michele Armenise, allenatore di calcio e ex calciatore italiano
- 1961 - Nick Beggs, musicista inglese
- 1961 - Reginald Hudlin, sceneggiatore, regista e produttore cinematografico statunitense
- 1961 - Pascale Kramer, scrittrice svizzera
- 1961 - Daryl Turner, ex giocatore di football americano statunitense
- 1962 - Carmine Faraco, cabarettista, cantante e attore italiano
- 1962 - Gianluca Farina, canottiere italiano
- 1962 - Dodo Gad, cantautrice danese
- 1962 - Horácio Gonçalves, allenatore di calcio e ex calciatore portoghese
- 1962 - Simon Hodgkinson, ex rugbista a 15 britannico
- 1962 - Ciro Imparato, doppiatore italiano († 2015)
- 1962 - Stefano Magnaghi, autore televisivo, produttore televisivo e dirigente d'azienda italiano
- 1962 - Paku Alam X, politico e nobile indonesiano
- 1962 - Angelo Pierleoni, allenatore di calcio e ex calciatore italiano
- 1962 - Ingo Schulze, scrittore tedesco
- 1962 - Avraham Sinai, agente segreto libanese
- 1963 - Eric Frattini, scrittore, giornalista e sceneggiatore peruviano
- 1963 - Norman J. Grossfeld, produttore televisivo statunitense
- 1963 - Shaun Harris, pilota motociclistico neozelandese
- 1963 - Ol'ga Jakovleva, ex cestista sovietica
- 1963 - Slobodan Janković, cestista jugoslavo († 2006)
- 1963 - Daniel Jurgeleit, allenatore di calcio e ex calciatore tedesco
- 1963 - Antony Kambani, calciatore e giocatore di calcio a 5 zimbabwese († 2021)
- 1963 - Giovanna Martelli, politica italiana
- 1963 - David McBride, giornalista australiano
- 1963 - Lilija Nurutdinova, ex mezzofondista russa
- 1963 - Helen Slater, attrice e cantautrice statunitense
- 1963 - David Wingate, ex cestista statunitense
- 1964 - Kubatbek Boronov, politico kirghiso
- 1964 - Stefano Chiodaroli, comico, cabarettista e attore italiano
- 1964 - Paul Kaye, attore e comico inglese
- 1964 - Luca Sofri, giornalista, blogger e conduttore radiofonico italiano
- 1964 - Teng Pi-cheng, ex cestista taiwanese
- 1965 - Luis Fabián Artime, ex calciatore argentino
- 1965 - José Tolentino de Mendonça, cardinale, arcivescovo cattolico e teologo portoghese
- 1965 - Rina De Lorenzo, politica italiana
- 1965 - Ron Jarzombek, chitarrista statunitense
- 1965 - Virginie Saint-Martin, direttrice della fotografia belga
- 1965 - Enzo Troiano, fumettista e illustratore italiano
- 1966 - Massimiliano Angelelli, pilota automobilistico italiano
- 1966 - Monica Borsotti, ex sciatrice alpina italiana
- 1966 - Sandra Franzo, attrice italiana
- 1966 - Brian Gregory, allenatore di pallacanestro e dirigente sportivo statunitense
- 1966 - Walter Leonardi, attore e regista italiano
- 1966 - Lorenzo Mazzoleni, alpinista italiano († 1996)
- 1966 - Molly Price, attrice statunitense
- 1966 - Esteban Prol, attore argentino
- 1966 - Ivan Rizzardi, allenatore di calcio e ex calciatore italiano
- 1966 - Héctor Vergara, assistente arbitrale di calcio cileno
- 1966 - Katja von Garnier, regista e sceneggiatrice tedesca
- 1967 - Keith Askins, ex cestista e allenatore di pallacanestro statunitense
- 1967 - Matteo Belfrond, ex sciatore alpino italiano
- 1967 - Oscar Brevi, allenatore di calcio e ex calciatore italiano
- 1967 - Guglielmo Cazzulani, presbitero, teologo e saggista italiano
- 1967 - Tim Chappel, costumista australiano
- 1967 - Philippe Chappuis, fumettista svizzero
- 1967 - André Flem, ex calciatore norvegese
- 1967 - Juro Kuvicek, ex calciatore slovacco
- 1967 - Andrea Monti, giurista e editore italiano
- 1967 - Miranda Otto, attrice australiana
- 1967 - Aleh Ryžankoŭ, biatleta bielorusso
- 1967 - Elix Skipper, wrestler statunitense
- 1967 - Kendall Windham, ex wrestler statunitense
- 1967 - Marc van Oostendorp, linguista e esperantista olandese
- 1967 - David Černý, scultore ceco
- 1968 - Chi Lin, ex cestista taiwanese
- 1968 - Garrett Wang, attore statunitense
- 1969 - Alfredo Bazoli, politico italiano
- 1969 - José Castelblanco, ex ciclista su strada colombiano
- 1969 - Terry A. Davis, programmatore statunitense († 2018)
- 1969 - Uchenna Benneth Emenike, ingegnere, scrittore e attore teatrale nigeriano
- 1969 - Adriana Esteves, attrice brasiliana
- 1969 - Melvin Hunt, ex cestista e allenatore di pallacanestro statunitense
- 1969 - Ralph Ineson, attore britannico
- 1969 - Ulrich Köhler, regista e sceneggiatore tedesco
- 1969 - Rick Law, fumettista statunitense
- 1969 - Ahmed Ouattara, ex calciatore ivoriano
- 1969 - Chantal Petitclerc, atleta paralimpica canadese
- 1969 - Marion Poschmann, scrittrice e poetessa tedesca
- 1969 - Juha Riihijärvi, allenatore di hockey su ghiaccio e ex hockeista su ghiaccio finlandese
- 1969 - Adam Setliff, ex discobolo statunitense
- 1969 - Wayne Simmons, giocatore di football americano statunitense († 2002)
- 1969 - Dan Williams, ex giocatore di football americano statunitense
- 1969 - Eugène Yago, ex calciatore ivoriano
- 1970 - Mitchell Butler, ex cestista statunitense
- 1970 - Lanfranco Dettori, fantino italiano
- 1970 - Svetlana Efremova, attrice russa
- 1970 - Corinne Favre, scialpinista francese
- 1970 - Lawrence Funderburke, ex cestista statunitense
- 1970 - Bart Johnson, attore statunitense
- 1970 - Matteo Miceli, velista italiano
- 1970 - Crystal Pite, coreografa e ballerina canadese
- 1970 - Vladan Radovic, direttore della fotografia italiano
- 1970 - Roh Sang-rae, allenatore di calcio e ex calciatore sudcoreano
- 1970 - Michael Shanks, attore canadese
- 1971 - Karen Cashman, ex pattinatrice di short track statunitense
- 1971 - Laura Cavandoli, politica italiana
- 1971 - Julio Herrera Velutini, banchiere venezuelano
- 1971 - Jason Hughes, attore britannico
- 1971 - Clint Lowery, musicista statunitense
- 1971 - Miwa Matsumoto, doppiatrice giapponese
- 1971 - Milena Miconi, attrice, showgirl e ex modella italiana
- 1971 - Necati Şaşmaz, attore turco
- 1972 - Fita Bayisa, ex mezzofondista etiope
- 1972 - Andrea Di Stefano, attore e regista italiano
- 1972 - Simon Farquhar, scrittore e drammaturgo scozzese
- 1972 - Bingen Fernández, dirigente sportivo e ex ciclista su strada spagnolo
- 1972 - Sete Gibernau, pilota motociclistico spagnolo
- 1972 - Rodney Harrison, ex giocatore di football americano statunitense
- 1972 - Lee Jung-jae, attore sudcoreano
- 1972 - Marion Maruska, allenatrice di tennis e ex tennista austriaca
- 1972 - Tony Särkkä, cantante, chitarrista e bassista svedese († 2017)
- 1972 - Stuart Townsend, attore e regista irlandese
- 1972 - Alexandra Tydings, attrice statunitense
- 1973 - Terrell Bell, ex cestista statunitense
- 1973 - Surya Bonaly, ex pattinatrice artistica su ghiaccio francese
- 1973 - Revaz Chomakhidze, pallanuotista georgiano
- 1973 - Oksana Cyhul'ova, ex ginnasta ucraina
- 1973 - Frédéric Ozon, pilota di rally e architetto francese
- 1973 - Ryoo Seung-wan, regista, sceneggiatore e attore sudcoreano
- 1973 - Stefano Secco, tenore, percussionista e produttore discografico italiano
- 1973 - Wang Haibin, ex schermidore cinese
- 1973 - Will Robson Emilio Andrade, ex calciatore brasiliano
- 1973 - Yang Li, ex cestista cinese
- 1974 - Garath Archer, ex rugbista a 15 britannico
- 1974 - Arthur Benzaquen, attore e regista francese
- 1974 - P. J. Byrne, attore statunitense
- 1974 - Martin Djetou, ex calciatore ivoriano
- 1974 - Cristian Gasparro, multiplista italiano
- 1974 - Russell Hornsby, attore statunitense
- 1974 - Esther Ortega, personaggio televisivo e attrice spagnola
- 1974 - Acey Slade, cantante e chitarrista statunitense
- 1974 - Javier Soria, ex calciatore peruviano
- 1975 - Cosmin Contra, allenatore di calcio e ex calciatore rumeno
- 1975 - Franck Doté, ex calciatore togolese
- 1975 - Kader Fall, ex cestista senegalese
- 1975 - Javier Guisande, allenatore di calcio a 5 e ex giocatore di calcio a 5 argentino
- 1975 - David Harrison, ex cestista e allenatore di pallacanestro statunitense
- 1975 - Martin Hawie, regista e sceneggiatore peruviano
- 1975 - Haruna Ikezawa, attrice, doppiatrice e cantante giapponese
- 1975 - Franz Ponweiser, allenatore di calcio e ex calciatore austriaco
- 1975 - Jassim Swadi, ex calciatore iracheno
- 1976 - Baichung Bhutia, allenatore di calcio e ex calciatore indiano
- 1976 - Arijana Boras, sciatrice alpina jugoslava
- 1976 - Dragan Ćeranić, ex cestista serbo
- 1976 - Juan Cruz Légora, rugbista a 15 argentino
- 1976 - Roger García Junyent, ex calciatore spagnolo
- 1976 - Rodolfo Rombaldoni, ex cestista italiano
- 1976 - Melissa Ruscoe, calciatore, rugbista a 15 e allenatore di rugby a 15 neozelandese
- 1976 - Yoo Seung-jun, cantante e attore statunitense
- 1976 - Kanako Ōmura, pallavolista giapponese
- 1977 - Laetitia Berthier-Four, ex astista burundese
- 1977 - Gilles Emptoz-Lacote, ex tuffatore e dirigente sportivo francese
- 1977 - Catherine Fox, ex nuotatrice statunitense
- 1977 - Gong Zhichao, giocatrice di badminton cinese
- 1977 - Da' T.R.U.T.H., rapper statunitense
- 1977 - Mehmet Aurélio, allenatore di calcio e ex calciatore brasiliano
- 1977 - Ferdo Milin, allenatore di calcio e ex calciatore croato
- 1977 - Rohff, rapper e doppiatore francese
- 1977 - René Redzepi, cuoco danese
- 1977 - Geoff Stults, attore e ex giocatore di football americano statunitense
- 1978 - Vít Blažej, ex giocatore di calcio a 5 ceco
- 1978 - Gianluca e Massimiliano De Serio, regista italiano
- 1978 - Mark Jansen, cantante, chitarrista e compositore olandese
- 1978 - Henrieta Nagyová, ex tennista slovacca
- 1978 - Christophe Rochus, ex tennista belga
- 1978 - Jérémy Stinat, arbitro di calcio e ex calciatore francese
- 1978 - Dorel Stoica, ex calciatore rumeno
- 1978 - Aleksej Svirin, canottiere russo
- 1978 - Daýançgylyç Urazow, ex calciatore turkmeno
- 1979 - Adam Brody, attore statunitense
- 1979 - Godwin Davy, ex calciatore anguillano
- 1979 - Noyz Narcos, rapper e produttore discografico italiano
- 1979 - Deanna Jackson, ex cestista statunitense
- 1979 - Nomy, cantautore svedese
- 1979 - Alex Solowitz, attore statunitense
- 1979 - Peas Sothy, ex calciatore cambogiano
- 1979 - Alain Sylvestre, thaiboxer e kickboxer canadese
- 1979 - Eric Young, wrestler canadese
- 1979 - Gohar Zaman, ex calciatore pakistano
- 1980 - Annalena Baerbock, politica tedesca
- 1980 - Maxim Birbraer, ex hockeista su ghiaccio kazako
- 1980 - V″jačeslav Čečer, allenatore di calcio e ex calciatore ucraino
- 1980 - Serik Eleuov, pugile kazako
- 1980 - Roberta Gemma, attrice pornografica italiana
- 1980 - Nicola Giannattasio, giocatore di calcio a 5 e allenatore di calcio a 5 italiano
- 1980 - Élodie Gossuin, modella, personaggio televisivo e politica francese
- 1980 - Frant Gwo, regista cinese
- 1980 - Ji Mingyi, ex calciatore cinese
- 1980 - Jurij Kolokol'nikov, attore russo
- 1980 - Yohann Mercier, calciatore francese
- 1980 - Sergio Pizzorno, cantautore, polistrumentista e produttore discografico britannico
- 1980 - Fredrik Risp, ex calciatore svedese
- 1980 - Roy Sentjens, ex ciclista su strada belga
- 1980 - Anne Spiegel, politica tedesca
- 1980 - Alexandra Stevenson, ex tennista e conduttrice televisiva statunitense
- 1981 - Elyaniv Barda, allenatore di calcio e ex calciatore israeliano
- 1981 - Najoua Belyzel, cantante francese
- 1981 - Cao Yang, ex calciatore cinese
- 1981 - Ricardo Caputo, ex giocatore di calcio a 5 brasiliano
- 1981 - Michelle Dockery, attrice britannica
- 1981 - Hossam Ghaly, ex calciatore egiziano
- 1981 - Brendan Fletcher, attore canadese
- 1981 - Paolo Lorenzi, ex tennista italiano
- 1981 - Michael McPhail, tiratore a segno statunitense
- 1981 - Ali Nadhim, lottatore iracheno
- 1981 - Épiphanie Nyirabaramé, ex mezzofondista e maratoneta ruandese
- 1981 - Roman Pavljučenko, ex calciatore russo
- 1981 - Firman Utina, calciatore indonesiano
- 1982 - Charlie Cox, attore britannico
- 1982 - Matías Delgado, ex calciatore argentino
- 1982 - Jason Ellis, ex cestista statunitense
- 1982 - Victor Gomes, arbitro di calcio sudafricano
- 1982 - George O. Gore II, attore statunitense
- 1982 - Marko Jelača, pallanuotista croato
- 1982 - Zina Kocher, ex biatleta e fondista canadese
- 1982 - Miloš Mihajlov, ex calciatore serbo
- 1982 - Tetjana Perebyjnis, tennista ucraina
- 1982 - Alfredo Reft, ex pallavolista e allenatore di pallavolo statunitense
- 1982 - Murad Ismail Said, calciatore palestinese
- 1982 - Lansford Spence, ex velocista giamaicano
- 1983 - Komlan Amewou, ex calciatore togolese
- 1983 - Delon Armitage, ex rugbista a 15 britannico
- 1983 - Marco Bernacci, allenatore di calcio e ex calciatore italiano
- 1983 - René Duprée, wrestler e culturista canadese
- 1983 - Brooke Fraser, cantautrice neozelandese
- 1983 - Gunnar Már Guðmundsson, ex calciatore islandese
- 1983 - Jamie Heaslip, ex rugbista a 15 irlandese
- 1983 - Dontell Jefferson, ex cestista statunitense
- 1983 - Zlatan Ljubijankič, ex calciatore sloveno
- 1983 - Camilla Luddington, attrice britannica
- 1983 - Ronnie Radke, cantautore, musicista e rapper statunitense
- 1983 - César Ramos Palazuelos, arbitro di calcio messicano
- 1983 - René Román, ex calciatore spagnolo
- 1983 - Wang Hao, tennistavolista cinese
- 1983 - Sophia Young, ex cestista sanvincentina
- 1984 - Abbas Ali Atwi, ex calciatore libanese
- 1984 - Lukáš Bajer, ex calciatore ceco
- 1984 - Martyn Bernard, altista britannico
- 1984 - Diodio Diouf, ex cestista senegalese
- 1984 - Rashaun Freeman, ex cestista statunitense
- 1984 - Max Green, bassista e cantante statunitense
- 1984 - Ragga Gröndal, cantante islandese
- 1984 - Véronique Mang, ex velocista francese
- 1984 - John Murphy, ex ciclista su strada statunitense
- 1984 - Lucija Polavder, ex judoka slovena
- 1984 - Martin Škrtel, ex calciatore slovacco
- 1984 - Owain Tudur Jones, ex calciatore gallese
- 1984 - Carlos Ñáñez, giocatore di calcio a 5 colombiano
- 1985 - Milivoje Božović, cestista montenegrino
- 1985 - Desmond Bryant, ex giocatore di football americano statunitense
- 1985 - Qasem Burhan, ex calciatore senegalese
- 1985 - Ricardo Dias Acosta, ex calciatore brasiliano
- 1985 - Matthias Fahrig, ex ginnasta tedesco
- 1985 - Zoe Lee, canottiera britannica
- 1985 - Reiji Miyajima, fumettista giapponese
- 1985 - Suleiman Omolade, ex calciatore nigeriano
- 1985 - Adi Rocha, ex calciatore brasiliano
- 1985 - Claudio Vargas Villalba, calciatore paraguaiano
- 1985 - Pietro B. Zemelo, fumettista italiano
- 1986 - Abderrahim Achakhir, calciatore marocchino
- 1986 - Mike Blunden, ex hockeista su ghiaccio canadese
- 1986 - Mikaila, cantante e attrice statunitense
- 1986 - Valentina Esposito, calciatrice italiana
- 1986 - Sören Gonther, ex calciatore tedesco
- 1986 - Jung In-hwan, ex calciatore sudcoreano
- 1986 - Kim Jun-su, cantante, cantautore e attore sudcoreano
- 1986 - Martín Kindgard, pallavolista argentino
- 1986 - Radosław Majewski, calciatore polacco
- 1986 - Keylor Navas, calciatore costaricano
- 1986 - Niniola, cantante nigeriana
- 1986 - Andrea Occhini, pilota motociclistico italiano
- 1986 - Snejana Onopka, supermodella ucraina
- 1986 - Boris Pandža, ex calciatore bosniaco
- 1986 - Nikolaj Pereverzev, giocatore di calcio a 5 russo
- 1986 - Radenko Pilčević, cestista serbo
- 1986 - Diego Sacoman, calciatore brasiliano
- 1986 - Yelena Shalygina, lottatrice kazaka
- 1986 - Balwant Singh, allenatore di calcio e ex calciatore indiano
- 1986 - Erjon Tola, sciatore alpino albanese
- 1986 - Amy Williams, rugbista a 15 e allenatrice di rugby a 15 neozelandese
- 1987 - Thomas Baroukh, canottiere francese
- 1987 - Lauren Boyle, ex nuotatrice neozelandese
- 1987 - Ernesto Casañ, ex giocatore di calcio a 5 spagnolo
- 1987 - Adam Danch, calciatore polacco
- 1987 - Mikey Garcia, pugile statunitense
- 1987 - Yōsuke Kashiwagi, ex calciatore giapponese
- 1987 - Arsène Menessou, calciatore ivoriano
- 1987 - Josh Norman, giocatore di football americano statunitense
- 1987 - Salvatore Purpura, lottatore italiano
- 1988 - Filip Adamović, cestista bosniaco
- 1988 - Andreea Andrei, schermitrice rumena
- 1988 - Drew Banks, ex giocatore di football americano e allenatore di football americano statunitense
- 1988 - Merihun Crespi, mezzofondista italiano
- 1988 - Matías Escudero, calciatore argentino
- 1988 - Erik Gustafsson, hockeista su ghiaccio svedese
- 1988 - Emily Head, attrice inglese
- 1988 - Pēteris Kalniņš, slittinista lettone
- 1988 - Stefan Karlsson, ex calciatore svedese
- 1988 - Erling Knudtzon, calciatore norvegese
- 1988 - David Molk, giocatore di football americano statunitense
- 1988 - Alex Monteiro de Lima, calciatore brasiliano
- 1988 - Steven Nzonzi, calciatore francese
- 1988 - Elliot Omozusi, ex calciatore inglese
- 1988 - Ashton Smith, wrestler inglese
- 1988 - Giorgia Sottana, cestista italiana
- 1988 - Toni Šunjić, calciatore bosniaco
- 1988 - Sergio Vergara, calciatore paraguaiano
- 1989 - Marcus Bergholtz, calciatore svedese
- 1989 - Nichole Bloom, attrice e modella statunitense
- 1989 - Helena Ciak, cestista francese
- 1989 - Aaron Cresswell, calciatore inglese
- 1989 - Darley Ramon Torres, calciatore brasiliano
- 1989 - Ashley Frazier, ex pallavolista statunitense
- 1989 - Ian Hogg, calciatore neozelandese
- 1989 - Marwan Mabrouk, calciatore libico
- 1989 - Ryan McBride, calciatore nordirlandese († 2017)
- 1989 - Josh McQuoid, calciatore nordirlandese
- 1989 - Anthony Miles, cestista statunitense
- 1989 - Paco van Moorsel, ex calciatore olandese
- 1989 - Jude Ogada, ex calciatore nigeriano
- 1989 - Stephany Ortega, modella uruguaiana
- 1989 - Edgar Prib, calciatore tedesco
- 1989 - Arina Rodionova, tennista russa
- 1989 - Lamine Sambe, cestista francese
- 1989 - Earl Wolff, giocatore di football americano statunitense
- 1990 - Xenia Georgia Assenza, attrice tedesca
- 1990 - Claudia Carta, calciatrice italiana
- 1990 - Daneil Cyrus, calciatore trinidadiano
- 1990 - Dai Xiaoxiang, arciere cinese
- 1990 - Stephanie Enright, pallavolista portoricana
- 1990 - Lokman Gör, calciatore turco
- 1990 - Nehe Milner-Skudder, rugbista a 15 neozelandese
- 1990 - Peter Nworah, calciatore nigeriano
- 1990 - Armands Pētersons, calciatore lettone
- 1990 - Kanstancin Rudenok, ex calciatore bielorusso
- 1990 - Juliane Wurm, arrampicatrice tedesca
- 1991 - Tatiana Bonetti, calciatrice italiana
- 1991 - Choi Young-jun, calciatore sudcoreano
- 1991 - Conor Daly, pilota automobilistico statunitense
- 1991 - Farah Eslaquit, modella nicaraguense
- 1991 - Mattia Giardi, calciatore sammarinese
- 1991 - Jehue Gordon, ostacolista trinidadiano
- 1991 - Alana Haim, attrice e cantante statunitense
- 1991 - Gavan Holohan, calciatore irlandese
- 1991 - Dustin Illetschko, giocatore di football americano austriaco
- 1991 - Saša Jovanović, calciatore serbo
- 1991 - Pierre-Michel Lasogga, calciatore tedesco
- 1991 - Brede Moe, calciatore norvegese
- 1991 - Mohamed N'Doye, calciatore senegalese
- 1991 - Ben Treffers, nuotatore australiano
- 1991 - William Douglas de Amorim, calciatore brasiliano
- 1992 - Slavko Bralić, calciatore croato
- 1992 - Salvatore Caruso, ex tennista italiano
- 1992 - Federico Castellanos, calciatore uruguaiano
- 1992 - Zouleiha Abzetta Dabonne, judoka ivoriana
- 1992 - Famara Diedhiou, calciatore senegalese
- 1992 - Jesse Lingard, calciatore inglese
- 1992 - Maximiliano Meza, calciatore argentino
- 1992 - Marika Pertachija, sciatrice freestyle russa
- 1992 - Alex Telles, calciatore brasiliano
- 1992 - Yakov Yan Toumarkin, nuotatore israeliano
- 1992 - Marten Van Riel, triatleta belga
- 1993 - Rachel Bootsma, ex nuotatrice statunitense
- 1993 - Marvin Bracy-Williams, velocista e giocatore di football americano statunitense
- 1993 - Anthony Brown, giocatore di football americano statunitense
- 1993 - Ousmane Drame, cestista guineano
- 1993 - Jérémie Duvall, attore e regista francese
- 1993 - Alina Eremia, cantante, attrice e personaggio televisivo rumena
- 1993 - Sharon Firisua, mezzofondista e siepista salomonese
- 1993 - Xoán Fórneas, attore, regista e cantante spagnolo
- 1993 - Rytis Juknevičius, ex cestista lituano
- 1993 - Adam Kappacher, sciatore freestyle austriaco
- 1993 - Derrick Kindred, giocatore di football americano statunitense
- 1993 - Bogdan Kourinnoi, lottatore svedese
- 1993 - Kristián Koštrna, calciatore slovacco
- 1993 - Amit Kumar Dahiya, lottatore indiano
- 1993 - Daniel Ochefu, cestista statunitense
- 1993 - Avery Woodson, cestista statunitense
- 1994 - Jason Brown, pattinatore artistico su ghiaccio statunitense
- 1994 - Barbora Bálintová, cestista slovacca
- 1994 - Klára Spilková, golfista ceca
- 1994 - Nasiba Gasanova, calciatrice russa
- 1994 - Jakob Johnson, giocatore di football americano tedesco
- 1994 - Dean Koolhof, ex calciatore olandese
- 1994 - Michał Marcjanik, calciatore polacco
- 1994 - Jack McBean, ex calciatore statunitense
- 1994 - Clemens Millauer, snowboarder austriaco
- 1994 - Richard Oelsner, bobbista tedesco
- 1994 - Taylor Sandbothe, pallavolista statunitense
- 1994 - Ahmad Thomas, giocatore di football americano statunitense
- 1994 - Henrik von Appen, sciatore alpino cileno
- 1995 - Alberto Abalde, cestista spagnolo
- 1995 - Patrick Bachmann, giocatore di football americano svizzero
- 1995 - Mohamed Amine Ben Hamida, calciatore tunisino
- 1995 - Justin Gray, cestista statunitense
- 1995 - Josh Harrop, calciatore inglese
- 1995 - Andranik Karapetyan, sollevatore armeno
- 1995 - Yoshihide Kiryū, velocista giapponese
- 1995 - A.J. Moore, giocatore di football americano statunitense
- 1995 - Jahlil Okafor, cestista statunitense
- 1995 - Tre'Shawn Thurman, cestista statunitense
- 1996 - Willie Britto, calciatore ivoriano
- 1996 - Artёm Archipov, calciatore russo
- 1996 - Jenifer Brening, cantante e rapper tedesca
- 1996 - Brian Cufré, calciatore argentino
- 1996 - Loren Jackson, cestista statunitense
- 1996 - Meriton Korenica, calciatore kosovaro
- 1996 - Anabel Medina Ventura, velocista dominicana
- 1996 - Elijah Mitrou-Long, cestista canadese
- 1996 - Maurice Multhaup, calciatore tedesco
- 1996 - Tommy Stevens, giocatore di football americano statunitense
- 1996 - Sənan Süleymanov, lottatore azero
- 1996 - Oleksandr Zinčenko, calciatore ucraino
- 1997 - Maude Apatow, attrice statunitense
- 1997 - Pier Luigi Basso, scacchista italiano
- 1997 - Thibault Daval-Braquet, cestista francese
- 1997 - Magdalena Fręch, tennista polacca
- 1997 - Gao Tingyu, pattinatore di velocità su ghiaccio cinese
- 1997 - Simon Lichtenberg, giocatore di snooker tedesco
- 1997 - Manuela Malsiner, ex saltatrice con gli sci italiana
- 1997 - Zack Moss, giocatore di football americano statunitense
- 1997 - Stefania LaVie Owen, attrice statunitense
- 1997 - Harry Potter, rugbista a 15 australiano
- 1997 - Alen Sherri, calciatore albanese
- 1997 - Ange Kouame, cestista ivoriano
- 1998 - Zidane Banjaqui, calciatore guineense
- 1998 - Ömər Buludov, calciatore azero
- 1998 - Maya Caldwell, cestista statunitense
- 1998 - Chandler Canterbury, attore statunitense
- 1998 - Somkiat Chantra, pilota motociclistico thailandese
- 1998 - Polina Chonina, ex ginnasta russa
- 1998 - Daniel Hardy, giocatore di football americano statunitense
- 1998 - Gia Derza, attrice pornografica statunitense
- 1998 - Greg Duncan, tuffatore statunitense
- 1998 - Gastón García, cestista argentino
- 1998 - Henadz' Lapceŭ, sollevatore bielorusso
- 1998 - Raquel Navarro, nuotatrice artistica spagnola
- 1998 - Odafe Oweh, giocatore di football americano statunitense
- 1998 - José Paradela, calciatore argentino
- 1998 - Cavetown, cantante, musicista e youtuber inglese
- 1998 - Joe Tryon-Shoyinka, giocatore di football americano statunitense
- 1998 - Mallik Wilks, calciatore inglese
- 1999 - Atalel Anmut, mezzofondista e maratoneta etiope
- 1999 - Sebastian Berwick, ciclista su strada australiano
- 1999 - Chris Kouakou, calciatore ivoriano
- 1999 - Yūta Miyamoto, calciatore giapponese
- 1999 - Michael Omosanya, calciatore lussemburghese
- 1999 - Laurenz Rex, ciclista su strada belga
- 1999 - Zaid Romero, calciatore argentino
- 1999 - Justyn Ross, giocatore di football americano statunitense
- 1999 - Dion Sanderson, calciatore inglese
- 1999 - Matt Waletzko, giocatore di football americano statunitense
- 2000 - Amita Berthier, schermitrice singaporiana
- 2000 - Facundo Díaz Acosta, tennista argentino
- 2000 - Dalayna Hewitt, tennista statunitense
- 2000 - Danijel Miletić, giocatore di football americano tedesco
- 2000 - Kris Pietroniro, hockeista su ghiaccio statunitense
- 2000 - Rudy Porter, ciclista su strada australiano
- 2000 - Sandro Theler, calciatore svizzero
- 2000 - Kayvon Thibodeaux, giocatore di football americano statunitense

## XXI secolo(22)
- 2001 - Ramiro Brazionis, calciatore uruguaiano
- 2001 - Diljá, cantante islandese
- 2001 - Ben Pattison, mezzofondista britannico
- 2001 - Zoë Sedney, ostacolista e velocista olandese
- 2001 - Marsel Zaynetdinov, tuffatore uzbeko
- 2002 - Ahmed Diomandé, calciatore maliano
- 2002 - Marina González, ginnasta spagnola
- 2002 - Jayden Higgins, giocatore di football americano statunitense
- 2002 - Alexander Oroz, calciatore cileno
- 2002 - Morgane Osyssek-Reimer, ginnasta francese
- 2002 - Sonjaa Schmidt, fondista canadese
- 2002 - Ema Volavšek, combinatista nordica slovena
- 2003 - Mustafa Abdullatif, calciatore siriano
- 2003 - Kahlia Cullwick, canoista neozelandese
- 2003 - Jhon Durán, calciatore colombiano
- 2003 - Hanna Wijk, calciatrice svedese
- 2003 - Adam Wikman, calciatore svedese
- 2004 - Kevin Altez, calciatore uruguaiano
- 2004 - Plamen Andreev, calciatore bulgaro
- 2005 - Tiantsoa Rakotomanga Rajaonah, tennista francese
- 2006 - Sidiki Chérif, calciatore francese
- 2007 - Christian Isaiah, attore statunitense